# Jesper Meinby
Jesper Meinby Pedersen (født 24. april 1987) er en dansk håndboldspiller.
Han startede karrieren i Mors-Thy Håndbold, hvor han var med til at rykke op fra 1. Division i hans første sæson. Efter én yderligere sæson i den højeste liga, skrev han kontrakt med Viborg HK, hvor han spillede i 5 år. Derefter vendte han tilbage til Mors-Thy, for så at skrive kontrakt med Aalborg Håndbold, hvor han spillede indtil 2016. Han tog derefter til fransk håndbold og Massy Essone Handball for et år, hvorefter han vendte tilbage til Aalborg Håndbold.
Derefter spillede han 2 år for norske Drammen HK. Da den norske liga var afbrudt i 2020, blev han udlånt til græske AEK Athen. Her vandt han EHF European Cup. Derefter vendte han tilbage til Drammen HK, hvor han spillede indtil 2021. Så skrev han kontrakt med KIF Kolding på en 2-årig aftale. Han forlod klubben i 2023, da hans kontrakt udløb.
Meinby står noteret for adskillige kampe på de danske ungdomslandshold.

## Eksterne links
- Jesper Meinbys spillerprofil på Mors Thys hjemmeside.
- EHF - Jesper Meinby